# Cerocala algiriae
Cerocala algiriae är en fjärilsart som beskrevs av Charles Oberthür 1876. Cerocala algiriae ingår i släktet Cerocala och familjen nattflyn. Inga underarter finns listade i Catalogue of Life.